# Backdraft
Il backdraft (fiammata di ritorno) è un fenomeno della combustione. Durante un incendio in un luogo chiuso è possibile che si raggiunga una marcata carenza d'ossigeno e ciò comporta la formazione di grosse quantità di composti volatili incombusti (fumi d'incendio), talora anche a temperature superiori a quelle di autoaccensione. Quando l'ossigeno è reintrodotto nel locale, per esempio aprendo una porta o una finestra, la combustione riprende con un effetto esplosivo, il che prende il nome di fiammata di ritorno.
L'incendio si origina e sviluppa in quattro fasi: 
- ignizione (temperatura alla quale il combustibile inizia a bruciare);
- propagazione (combustione progressiva dei materiali combustibili presenti);
- flashover (o incendio generalizzato);
- decadimento (quando esauriti i combustibili la temperatura dell'ambiente scende sotto i 200 °C).

Il backdraft si verifica quando nell'ambiente si raggiungono le condizioni di un flashover ma questo non può avvenire per carenza di comburente (ossigeno). Si è in presenza quindi di una combustione definita "asfittica".